# Pakistanische Cricket-Nationalmannschaft in Australien in der Saison 1978/79
Die Tour der pakistanischen Cricket-Nationalmannschaft nach Australien in der Saison 1978/79 fand vom 10. März bis zum 29. März 1979 statt. Die internationale Cricket-Tour war Bestandteil der Internationalen Cricket-Saison 1978/79 und umfasste zwei Tests. Die Serie endete 1–1 unentschieden.

## Vorgeschichte
Australien spielte zuvor eine Tour gegen England, Pakistan eine Tour in Neuseeland.
Das letzte Aufeinandertreffen der beiden Mannschaften bei einer Tour fand in der Saison 1976/77 in Australien statt.

## Stadien
Die folgenden Stadien wurden für die Tour als Austragungsort vorgesehen.
| Stadion                  | Stadt     | Kapazität | Spiele  |
| ------------------------ | --------- | --------- | ------- |
| Melbourne Cricket Ground | Melbourne | 100.024   | 1. Test |
| WACA Ground              | Perth     | 20.000    | 2. Test |

## Kaderlisten
Die folgenden Kader wurden benannt.
| Test | Test |
| Australien | Pakistan |
| --- | --- |
| - Graham Yallop (K) - Kim Hughes (VK) - Allan Border - Wayne Clark - Rick Darling - Geoff Dymock - Andrew Hilditch - Rodney Hogg - Alan Hurst - Jeff Moss - Peter Sleep - Dav Whatmore - Graeme Wood - Kevin Wright (wk) - Bruce Yardley | - Mushtaq Mohammad (K) - Asif Iqbal - Haroon Rasheed - Imran Khan - Javed Miandad - Majid Khan - Mohsin Khan - Mudassar Nazar - Sarfraz Nawaz - Sikander Bakht - Wasim Raja - Wasim Bari (wk) - Zaheer Abbas |

## Tour Matches
| 4. April Scorecard | Colombo (PSS) | Pakistan 164-8 (40/40)       | – | Sri Lanka 109-8 (40/40) |
|                    |               | Pakistan gewinnt mit 55 Runs |   |                         |

## Tests

### Erster Test in Melbourne
| 10. – 15. März Scorecard | Melbourne | Pakistan 196 (61.7) & 353-9d (81.5) | – | Australien 168 (61.6) & 310 (92.4) |
|                          |           | Pakistan gewinnt mit 71 Runs        |   |                                    |

Australien gewann den Münzwurf und entschied sich als Feldmannschaft zu beginnen.

### Zweiter Test in Perth
| 24. – 29. März Scorecard | Perth | Pakistan 277 (77.6) & 285 (85.7) | – | Australien 327 (95.6) & 236-3 (48.1) |
|                          |       | Australien gewinnt mit 7 Wickets |   |                                      |

Australien gewann den Münzwurf und entschied sich als Feldmannschaft zu beginnen.